# Declaración Conjunta Sino-Británica
La Declaración Conjunta Sino-Británica (en inglés: Sino–British Joint Declaration; en chino: 中英聯合聲明; pinyin: Zhōng-Yīng Liánhé Shēngmíng), conocida formalmente como Declaración Conjunta del Gobierno del Reino Unido de Gran Bretaña e Irlanda del Norte y el Gobierno de la República Popular de China sobre la Cuestión de Hong Kong (en inglés: Joint Declaration of the Government of the United Kingdom of Great Britain and Northern Ireland and the Government of the People's Republic of China on the Question of Hong Kong; en chino: 中華人民共和國政府和大不列顛及北愛爾蘭聯合王國政府關於香港問題的聯合聲明; pinyin: Zhōnghuá Rénmín Gònghéguó zhèngfŭ hé Dà Búlièdiàn jí Běi Ài'ěrlán Liánhé Wángguó zhèngfŭ guānyú Xiānggǎng Wèntí de Liánhé Shēngmíng) fue firmada por los gobiernos del Reino Unido y China el 19 de diciembre de 1984 en la ciudad china de Pekín.
La Declaración entró en vigor con el intercambio de instrumentos de ratificación el 27 de mayo de 1985, y fue registrado por ambos gobiernos ante las Naciones Unidas el 12 de junio de 1985. En la declaración conjunta, el gobierno chino declaró que había decidido continuar con el ejercicio de la soberanía sobre Hong Kong (incluyendo la isla de Hong Kong, la península de Kowloon y los Nuevos Territorios) a partir del 1° de julio de 1997, fecha en que el gobierno británico entregaría Hong Kong a China. El documento también define las políticas básicas aplicadas en Hong Kong por China.
De acuerdo con el principio de "un país, dos sistemas" acordado entre el Reino Unido y China, el sistema socialista no se aplicaría en la Región Administrativa Especial de Hong Kong, y el sistema capitalista de Hong Kong estaría intacto por 50 años. La Declaración Conjunta afirmó que estas políticas básicas deberían ser estipuladas en la Ley Básica de Hong Kong.
Después de la firma de la Declaración, el grupo intermediario sino-británico se estableció de acuerdo con el Anexo II de la Declaración con el objetivo de acompañar el proceso de traspaso de Hong Kong a China.

## Antecedentes
El escenario en el que la declaración se llevó a cabo era la expiración del contrato de arrendamiento de los nuevos territorios el 1 de julio de 1997. El contrato de arrendamiento entre el Reino Unido y el imperio chino por un período de 99 años, iniciando en 1898. Al inicio del contrato, la isla de Hong Kong ya había sido cedida al Reino Unido a perpetuidad en virtud del Tratado de Nankín en 1842 después de la primera guerra del Opio, y la península de Kowloon también había sido cedida al Reino Unido en la Convención de Pekín en 1860 después de la segunda guerra del Opio. China ha considerado que estos tratados son parte de una serie de tratados conocidos como "tratados desiguales", puesto que fueron concebidos en un momento histórico en que China era demasiado débil para hacer valer sus derechos. Dichos tratados dejaron de ser reconocidos por China en 1949, cuando los comunistas llegaron al poder.
En marzo de 1979, el gobernador de Hong Kong, Murray MacLehose, visitó Pekín. Durante dicha visita, comenzaron las conversaciones informales sobre el futuro de Hong Kong. Al regresar, MacLehose intentó tranquilizar a los empresarios, pero reiteró que China quería recuperar la soberanía sobre Hong Kong. Las negociaciones formales comenzaron con una reunión entre Deng Xiaoping (jefe de Estado de China) y Margaret Thatcher (primera ministra británica) durante una visita de esta última a China en septiembre de 1982, extendiéndose por 2 años.

## Contenido
Según la declaración, el gobierno británico se comprometería a devolver Hong Kong a China el 1° de julio de 1997, después de lo cual Hong Kong se constituiría en región administrativa especial, con amplio grado de autonomía excepto en temas de relaciones exteriores y defensa, los cuales serían responsabilidad del gobierno chino. La declaración también específica que Hong Kong conservaría su sistema político y económico durante 50 años después de la devolución.

## Opiniones
La firma de la declaración conjunta por el gobierno del Partido Conservador de Margaret Thatcher en el Reino Unido causó controversia: algunos se sorprendieron de que la primera ministra, siendo de ideología derechista tuviera un acuerdo con un gobierno comunista como el de China. La declaración conjunta tuvo que ser firmada también por la reina Isabel II y el presidente de China, Li Xiannian.
Se comentó que el Reino Unido estaba en una posición negociadora muy débil. Hong Kong no era defendible militarmente y recibía gran parte de su comida y el agua de la provincia de Guangdong en China. Además, se descubrió que era inviable dividir Hong Kong (si ningún acuerdo se hubiera alcanzado, China se quedaría con los nuevos territorios mientras que Reino Unido conservaría Kowloon y la isla de Hong Kong).
Los logros de la declaración han sido puestos en entredicho cuando en septiembre de 2014 se produjeron en Hong Kong una serie de movilizaciones masivas conocidas como la revolución de los paraguas. Un mes antes, la Asamblea Nacional en Pekín aprobaba una reforma de la ley electoral para la elección del jefe ejecutivo de Hong Kong, cargo equivalente a presidente de la región. Si bien esta reforma establecía el sufragio universal para su elección, restringía y condicionaba la presentación de candidaturas a la aprobación del Partido Comunista de China. Más de dos meses de protestas terminaron con el desalojo de uno de los mayores centros financieros del mundo y la detención de cientos de manifestantes. En diciembre de ese mismo año, cuando una comisión del parlamento británico se disponía a viajar a China para monitorear el cumplimiento de la declaración, el gobierno chino le negó la entrada al país a sus miembros. Intentando justificar dicha negativa, el gobierno chino argumentó que la declaración había perdido validez, ya que solo abarcaba el periodo comprendido entre su firma en 1984 y la devolución de Hong Kong a China en 1997.